# Aclerda panica
Aclerda panica (лат.) — вид полужесткокрылых насекомых-червецов рода Aclerda из семейства аклердиды (Aclerdidae).

## Распространение
Северная Африка: Египет.

## Описание
Питаются соками таких растений, как просо Panicum turgidum (Poaceae).
Вид был впервые описан в 1926 году энтомологом У. Дж. Холлом (Hall, W. J.) как Aclerda panici.
Таксон Aclerda panica включён в состав рода Aclerda Signoret, 1874 вместе с таксонами Aclerda acuta, Aclerda andropogonis, Aclerda ariditatis и другими. Видовое название происходит от родового имени растения-хозяина (Panicum), на котором происходит развитие червецов.